# 形稽古
形稽古、型稽古（かたげいこ）は、芸道・武道・武術等における形を磨く為の稽古。自己の学んだ（流儀）技術の正確な所作・動作・趣旨を理解し確認するのが目的。
一般的に「カタ」には、「形」と「型」の漢字が当てられるが、「型」は鋳型のように型にはまって応用が利かないような印象を与えるため、「形」が使用されることが多い。
類似：⇒形試合、演武、試割り
反対：⇒乱取り、地稽古、互角稽古、竹刀稽古

## 趣旨
「形にはまる」という言葉があるように、形は応用がきかない、無個性などのマイナスイメージをもって語られることもある。しかし形の修練を最も基本的な段階に据える流派は多い。技芸の上達についての言葉で、守破離という言葉がある。
- 守＝まずは決められた通りの動き、つまり形を忠実に守り、
- 破＝守で学んだ基本に自分なりの応用を加え、
- 離＝形に囚われない自由な境地に至る

というものである。つまり形をしっかりと身に付けることではじめて、高度な応用や個性の発揮が可能になるということである。
歌舞伎役者の18代目中村勘三郎によれば、無着成恭は「形がある人間が形を破ると「形破り」、形がない人間が形を破ったら「形無し」になる」と説いたという。
なお、宗教観念の喪失や美学の消失、アダルティズムの崩壊、国単位の没個性化など、今まで数百年、数千年にもわたって祖先が継承してきた文化が失われていく中で、なおも前進するこの現代社会を、前記になぞらえて「形無し」と表現することがある。

## 欠点
形稽古は「形骸化」「形の変容」と隣り合わせとも言われる。しかし、これらは決して形稽古の完全な欠点とはなり得ず、解釈によっては許容される。

### 形骸化
「形骸化」については、読んで字の如く、形の中身がなくなることである。しかし形稽古における形骸化は多少幅広い概念であり、例えば、「外見的な所作の正確性にこだわることで、その内面的な意味や中身が重視されなくなること」も形骸化であり、「外見的な所作を華美にしつらえることで、中身が伴わなくなること（虚飾）」も形骸化である。これらは、いずれも形稽古の中で許容されるべきでない概念である。
ただし、工芸や武芸などの世界で「技術は教わるものではなく、見て盗むもの」と言われる通り、形はあくまでも輪郭・枠組み（形式知）であって、その意味・本質（暗黙知）に関しては個人が繰り返し稽古することによって習得すべきという考え方がある。つまりこの例では、ある程度まで形骸化が許容された概念と捉えられているわけである。なおここでは、形稽古が「表面的に真似ること」から始まっているのも特徴的であり、それは一歩間違えると、「外見的な所作の正確性にこだわること」に終始してしまう危険性もある。

### 形の変容
「形の変容」について、「形」は非物質的な記憶媒体であるため、数百年あるいは数千年にもわたって変化せず継承される可能性を有していることは事実である。しかしながら実際には、情報技術が未発達な前近代であったこともあり、その伝承の正確性は伝承者の記憶や解釈に委ねられてしまい、形が変容することは不可避に等しかった。
しかし、形稽古において、内容の細かな変化は決してその趣旨を崩壊させるものではない。形稽古において最も重要なのは、その流儀や形が伝える本質を見抜くことである。いわば、形が一部始終全く変化せずに継承されていようとも、その本質が見抜かれていなければ、それは前項の「形骸化」に同じであり、形稽古の趣旨は崩壊し、形は劣化していくことになる。ただし、「内容の細かな変化は重要ではない」と言えるのは、歴代伝承者が皆、その流儀や形の本質を理解している「真の伝承者」であったことが前提でなければならないことには留意である。
また、形から無駄が削ぎ落とされ、技術が研ぎ澄まされる（形の本質が明瞭となる）ためには、伝承してきた先人らによる内容の取捨選択がなければ難しく、ここにおいても形の変容は許容されていたことになる。ただし、その選択は同じく卓越した者（真の伝承者）によって行われなければ、無意味であるどころか、形稽古の趣旨自体の崩壊に繋がることも事実である。

### 伝承する難易度の高さ
上記の二つに関連して、その伝承の難易度が高いことは、形稽古を取り入れる分野において、特に近代化以降、大きな障害となっている。形は流儀の根幹を成すものであり、形が失われれば、流儀そのものの存在意義もなくなる。形は、楽譜のように書物で内容を書き表すには限界があるため、記憶が主にその継承を担っており、後継者の育成が必要不可欠であった。
前近代の時代では、形稽古の形式は未だ文化の主流を占め、また多くが閉鎖的な世襲制を採用していなかったこともあり、伝承は比較的容易く、流派は増殖するのみで失伝する例はほとんど見られなかった。
しかし近代化以降は、西洋文化が流入し、形稽古は時代遅れの形式と断ぜられた。その多くが閉鎖的となり、一家で細々と伝承していくなど、存続の危機に直面した。文明開化では、故意に失伝させる風潮が見受けられ、また第二次世界大戦によっても、伝承者の戦死により、多くの流派が失われたと言われている。
ただし現在では、科学技術の発達により、伝書が複製できると同時に、内容を映像として残すこともできるため、たとえ伝承者が一度途絶えたとしても、再び復興させようとすれば、ある程度までの形の復元は可能になるとされている。しかし伝承が途絶えることは事実であり、その点では、伝承者は未だに後継者の育成に対して危機感を募らせている。

## 関連
- 日本剣道形
- 柔道形
- 空手の型一覧
- 剣術の形
- 能の型
- 套路（中国武術の型）
- 古武道における「形」
- 型の理論-宇城憲治
- 型の理論-黒田鉄山